# トミダヤ
トミダヤは、大阪府に本社を置く、株式会社コノミヤが運営するスーパーマーケットブランドの一つ。また、株式会社トミダヤは、2020年6月21日までこれを運営していた企業である。CGCグループ加盟店。
ここでは、前身の株式会社フードセンター富田屋も述べる。

## 概要
第二次世界大戦後1945年、富田高三郎・繁雄親子が、岐阜県を中心に荷車での野菜販売を開始した。その後、富田商店を建て本格的に野菜の行商をしたことが始まりである。
前者は、スーパーマーケットが将来の小売業の主流になると考え東京、大阪、名古屋方面の他社スーパー を、相談役の富田清子と視察した。その後、セルフ方式を導入し八百屋からスーパーマーケット事業を立ち上げることとなった。
1962年に株式会社フードセンター富田屋が設立され、以降「トミダヤ」の屋号でスーパーマーケットを展開した。また、同じ岐阜県発祥の同業他社「ヤオジン」から三田洞店と大福店を引き継いで運営していた（大福店は2013年12月31日に閉店）。
以降、西濃地区を中心に岐阜県美濃地方にチェーンストアを数多く開店。同じ大垣市発祥の同業者「ヤナゲン」や「タマコシ」が出店するなか、同業者の「川口屋スーパーチェン」と「ヤオセイ」と並んで、岐阜県西濃地区3大スーパーマーケットとなった。更にその後、「バロー」と「三心」とともに、岐阜県美濃地方の市場を開拓していった。なお2007年の、岐阜県に本部があるスーパーマーケット運営会社の年間売上高は、1位が「バロー」2位が「トミダヤ」3位が「三心」となっていた。
しかし、競合他社との競争により経営が悪化。2011年には和歌山県に本部を置くオークワと業務提携したものの、2013年には事業環境の変化により、当初の目的達成が困難であると判断して提携を解消。その後、2015年8月に地域経済活性化支援機構を介して大阪府に本部を置く地場スーパーのコノミヤが支援スポンサーに決定。コノミヤが完全出資した子会社・株式会社トミダヤを設立して経営権を譲渡、登記上の本店を岐阜県瑞穂市に移転して店舗と人材を引き継いだ。
株式会社フードセンター富田屋は、清算手続き処理を名目として2015年11月4日に商号を「株式会社FT商事」に変更することにし、2016年1月4日に本店を大垣市から東京都千代田区に変更したうえで、株主総会により解散を決議。3月25日に東京地方裁判所から特別清算開始決定を受けた。そして2016年12月28日に法人格が消滅した。
2020年、トミダヤの再建支援スポンサーであるコノミヤと経営・法人を統合、屋号のトミダヤはそのまま残しながら、コノミヤに店舗を統合された。

## 沿革
- 1945年（昭和20年）9月 - 富田繁雄と、実父の高三郎がともに荷車を引いて野菜の行商を始める。その後、富田商店を構え創業[2]。
- 1962年（昭和37年）9月 - 株式会社フードセンター富田屋を設立。
- 1970年（昭和45年）12月 - 本社屋完成。
- 1975年（昭和50年）11月 - 穂積店が第2号店としてオープン。以後多店舗化を進める。
- 1980年（昭和55年）12月 - コンピュータシステムによるオンライン化を開始。
- 1984年（昭和59年）1月 - 岐阜県内で最初にPOSシステムを導入。
- 1990年（平成2年）
  - 2月 - 会員システム（FTカード）稼働開始。
  - 12月 - INS64による、ローカルネットワークを完成させる。
- 1991年（平成3年）12月 - 巣南町に惣菜生産センターを開設。
- 1992年（平成4年）
  - 4月 - 瑞穂市田之上に営業本部を移転。
  - 8月 - 創立30周年記念祝賀会を大垣フォーラムホテルにて挙行。
- 2004年（平成16年）8月- 年売上高が約339億9000万円になる。
- 2007年（平成19年）
  - 5月10日 - 以前からの不採算店舗であったこと、各務原那加店オープン時の人員確保のため穂積店の営業休止。
  - 5月16日 - 岐阜県各務原市に25店舗目となる各務原那加店をオープン。スーパーマーケット「ヤナギヤ那加店」の跡地ではあるが、譲渡ではなく、ヤナギヤ撤退後に新規にオープンしたものである。
- 2009年（平成21年）- 岐阜県瑞穂市におけるレジ袋削減（有料化）の取組みに関しての協定締結に署名する[11]。これにより、全国初県内全市町村でレジ袋有料化が実現した。
- 2011年（平成23年）- オークワと業務提携[12]。フードセンター富田屋50周年記念セールを行う。10月26日に行われた「献血感謝の集い」の岐阜県献血推進功労表彰・感謝状贈呈で、「トミダヤ笠松店」が岐阜県知事表彰を受賞[13]。
- 2012年（平成24年）8月 - 年売上高が約232億100万円に落ち込む。約9600万円の最終赤字を計上する。
- 2013年（平成25年）
  - 2月13日 - 「スーパーマーケットお弁当・お惣菜大賞2013」で、「自慢の一品手作り親子丼」が丼部門で、一般消費者準大賞を受賞[14][15]。
  - 9月 - オークワとの業務提携を解消。
- 2015年（平成27年）
  - 8月25日 - 地域経済活性化支援機構より、登記上の本店を瑞穂市に移転した上で、コノミヤが設立する子会社・株式会社トミダヤに事業を譲渡することが発表された。全店舗の営業と従業員の雇用は継続される。
  - 11月4日 - 株式会社フードセンター冨田屋の商号を、株式会社FT商事に変更。株式会社フードセンター富田屋の事業を株式会社トミダヤに承継する。
- 2016年（平成28年）
  - 1月4日 - FT商事の本店を岐阜県大垣市伝馬町33番地から東京都千代田区に移転した上で、株主総会にて解散を決議。
  - 3月25日 - 東京地方裁判所より、FT商事が特別清算手続開始決定を受ける。負債は債権者約12人に対し約49億284万6532円となる[16]。
  - 12月13日 - 株式会社フードセンター富田屋に対する再生支援の完了[17]
  - 12月28日 - 株式会社FT商事の法人格が消滅。
- 2020年（令和2年）6月21日 - コノミヤに吸収合併され、株式会社トミダヤの法人格が消滅。

## 店舗

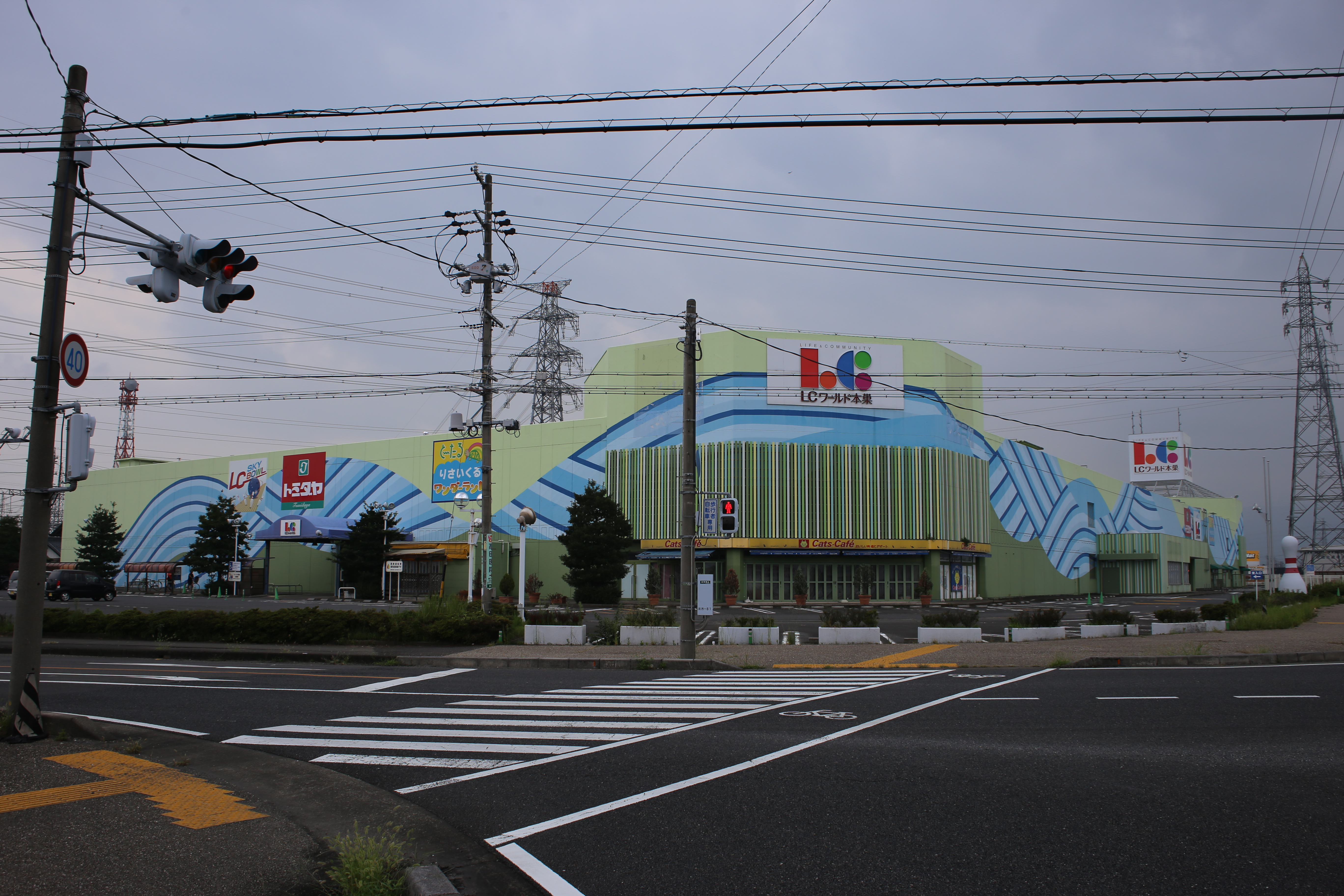
LCワールド本巣内のトミダヤ真正店の看板

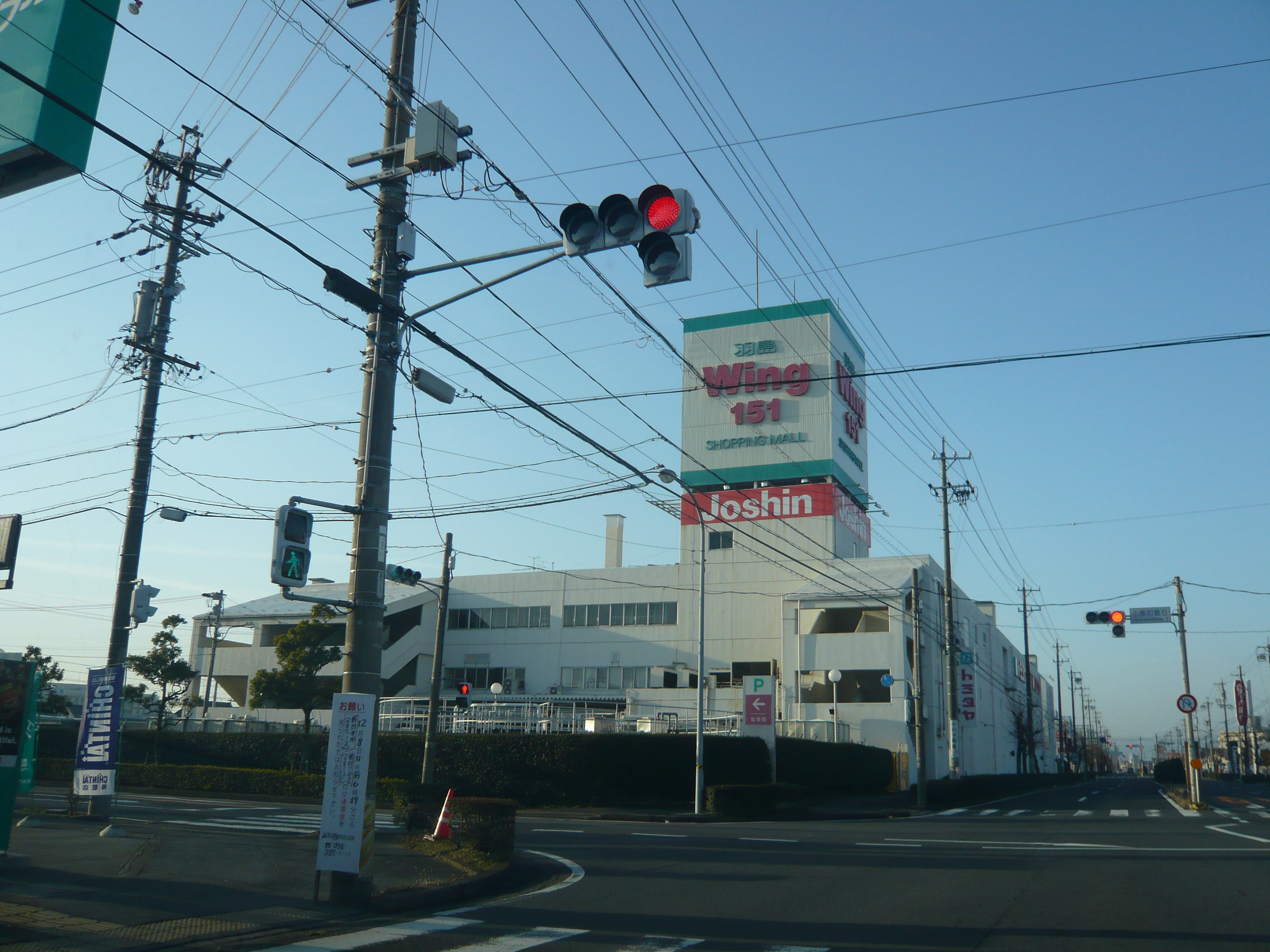
羽島Wing151内のトミダヤ羽島店の看板

現在はコノミヤ（東海事業本部）が全て経営と販売をしている。なお、「トミダヤ」の屋号は引き続き使用されている。
- 神戸店（神戸町）- 開店1977年5月、改装2003年6月
- 大野店（大野町）- 開店1978年10月（※大野ショッピングセンター 内）
- 宿地店（大垣市）- 開店1980年9月、改装1996年9月、改装2010年12月
- 垂井店（垂井町）- 開店1981年8月（※プラザタルイ 内）
- 池田店（池田町）- 開店1984年11月、改装2017年4月（※開店当時は、ユタカ池田店跡地の場所だったが、ヤナゲン池田店の閉店に伴い移転し現在の場所へ）
- 本巣店（本巣市）- 開店1992年6月
- 島店（岐阜市）- 開店1993年11月、改装2011年11月25日
- 三田洞店（岐阜市）- 開店2006年7月
- 結店（安八町）- 開店1995年9月、改装2015年2月21日（※旧 新鮮結市場）
- 養老店（養老町）- 開店1997年5月
- 笠松店（笠松町）- 開店1999年11月
- 羽島店（羽島市）- 開店2002年6月（※羽島Wing151 内）
- 岐大店（瑞穂市）- 開店1983年3月

閉店した店舗
- 富田商店（大垣市）- 開店1945年9月（※大垣店近くの場所30㎡（約9坪）に、八百屋として開店）
- 第一号店（大垣市）- 開店1962年9月（※大垣店東側の場所150㎡（約50坪）に、トミダヤ初となるセルフ方式のスーパーマーケットとして開店[2]、1970年の大垣店セルフマーケット化により閉店）
- 穂積店（瑞穂市 別府723）- 開店1975年11月、閉店2007年5月11日（※HOZUMI S.P 内、第二号店）
- 改田店（岐阜市 西改田松の木89）- 開店1991年7月、改装1996年3月、閉店2013年6月30日
- 大福店（岐阜市 大福町7-70）- 開店2006年8月、閉店2013年12月31日
- 真正店（本巣市 政田1404-1）- 開店2002年10月、閉店2016年10月25日（※LCワールド本巣 内、2016年4月20日以降タマネギの無人販売のみ営業していた）
- 大垣店（大垣市 伝馬町33）- 開店1962年9月、改装1970年12月、閉店2018年1月15日（※旧トミダヤ本店・初代本社、開店当初は八百屋だった。1970年の改装とともにセルフスーパーマーケット化した）
- 那加店（各務原市 那加前野町4-179-1）- 開店2007年5月、閉店2018年1月15日（※旧 新鮮那加市場）
- 荒尾店（大垣市 荒尾町東牧野1756）- 開店1983年7月、改装1996年12月、閉店2018年2月19日
- 鏡島店（岐阜市 鏡島南1-11-8）- 開店1986年8月、改装1998年11月、閉店2018年3月12日
- 北方店（北方町 春来町2-35）- 開店1988年4月、閉店2018年4月16日（※旧 新鮮北方市場）
- 揖斐川店（揖斐川町 三輪1155）- 開店1997年3月、閉店2019年1月14日（※いびプラザ 内、老朽化・耐震補強の問題による閉店）
- 巣南店（瑞穂市 田之上165）- 開店1977年9月、改装1997年9月、閉店2022年4月（※旧 営業本部・生産センター・二代目本社）
- 岐南店（岐南町 徳田3-191-1）- 開店2003年10月、改装2012年4月13日、閉店2022年9月25日

## 経営
株式会社フードセンター富田屋について、以下の通り

## その他
- 株式会社フードセンター富田屋が運営していた時期にはテレビCMも流れていた（岐阜放送、名古屋のテレビ局）。なお、CMでは弥富又八が歌っていた[20][21][22]。
- かつての株式会社フードセンター富田屋で使用されていたキャラクターの名前は『トミー君（トミー坊や）』だった[23][24][25]。
- 株式会社フードセンター富田屋のマークは、緑を基調とした「T」をモチーフにしていた。ただし、コノミヤの子会社となった株式会社トミダヤでは、コノミヤのマークに変更された。
- 自社会員カード「FTカード」を発行していた。謝恩還元とし、割引を実施したり、毎年有名歌手などの催しへの招待、チケットプレゼントなどを実施していた[19]。
- 連絡をすれば揚げ物を揚げておいてくれるサービス「トミー坊やの揚げとい亭」も運営していた。